# Glypta asperata
Glypta asperata är en stekelart som beskrevs av Dasch 1988. Glypta asperata ingår i släktet Glypta och familjen brokparasitsteklar. Inga underarter finns listade i Catalogue of Life.